# Catacroptera ligata
Catacroptera ligata är en fjärilsart som beskrevs av Rothschild och Jordan 1903. Catacroptera ligata ingår i släktet Catacroptera och familjen praktfjärilar. Inga underarter finns listade i Catalogue of Life.